# Valea Lungă (Alba)
Valea Lungă (anciennement Hususău ou Husăsău, en hongrois : Hosszúaszó, en allemand : Langenthal) est une commune du județ d'Alba, Roumanie qui compte 2 907 habitants.
La commune est composée de six villages : Făget, Glogoveț, Lodroman, Lunca, Tăuni et Valea Lungă.

## Démographie
D'après le recensement de 2011, la commune compte 2 907 habitants, en forte baisse par rapport au recensement de 2002 où elle en comptait 3 271.
Lors de ce recensement de 2011, 90,61 % de la population se déclare roumaine, 3,92 % de la population se déclare rom, 2,27 % de la population se déclare magyare (2,65 % ne déclare pas d'appartenance ethnique).

## Politique
| Période                                  | Période  | Identité     | Étiquette | Qualité |
| ---------------------------------------- | -------- | ------------ | --------- | ------- |
| Les données manquantes sont à compléter. |          |              |           |         |
| 2004                                     | En cours | Vasile Pușcă | PNL       |         |

| Parti | Parti                                      | Sièges |
| ----- | ------------------------------------------ | ------ |
|       | Parti national libéral (PNL)               | 6      |
|       | Alliance des libéraux et démocrates (ALDE) | 5      |
|       | Parti social-démocrate (PSD)               | 2      |